# CityBird
 (janvier 2022).
Si vous disposez d'ouvrages ou d'articles de référence ou si vous connaissez des sites web de qualité traitant du thème abordé ici, merci de compléter l'article en donnant les références utiles à sa vérifiabilité et en les liant à la section « Notes et références ».
The Flying Dream
CityBird était une compagnie aérienne belge fondée en 1996 par les anciens dirigeants de TEA et EBA (Victor Hasson et Georges Gutelman), et basée à Bruxelles en Belgique, avec une succursale et un centre d'appel à Bethesda (Maryland)
La compagnie exploitait des vols réguliers et directs vers plusieurs villes américaines, vers le Suriname (Paramaribo) pour Inter Tropical Aviation et également vers la République démocratique du Congo.

## Histoire
Elle commença ses opérations charter pour le compte du groupe Thomas Cook début 1997 avec un McDonnell Douglas MD-11. Un deuxième appareil MD-11 et des Boeing 767 s'ajoutent rapidement à la flotte.
En plus du contrat avec Thomas Cook, la compagnie exploitait des vols en wet lease pour le compte de la Sabena et de Luxair. Ne se limitant plus aux vols passagers, elle exploitait aussi des vols cargo avec des Airbus A300-600F.
En 2000, après la faillite de Constellation International Airlines, elle récupère le juteux contrat des vols charter de Thomas Cook. La flotte s'agrandit alors avec les Boeing 737-300 et 400 puis, l'année suivante, de 737-800.
À la fin de 2001, la Sabena en mauvaise posture ayant cassé le contrat des deux MD-11 et l'activité cargo n'étant pas suffisamment rentable, la compagnie tombe sous concordat judiciaire. Un plan de reprise est étudié avec Thomas Cook mais échoue avec le refus du groupe allemand. CityBird fait faillite en octobre 2001.
Les dirigeants ont créé la compagnie aérienne Birdy peu de temps après la faillite de CityBird.

## Flotte

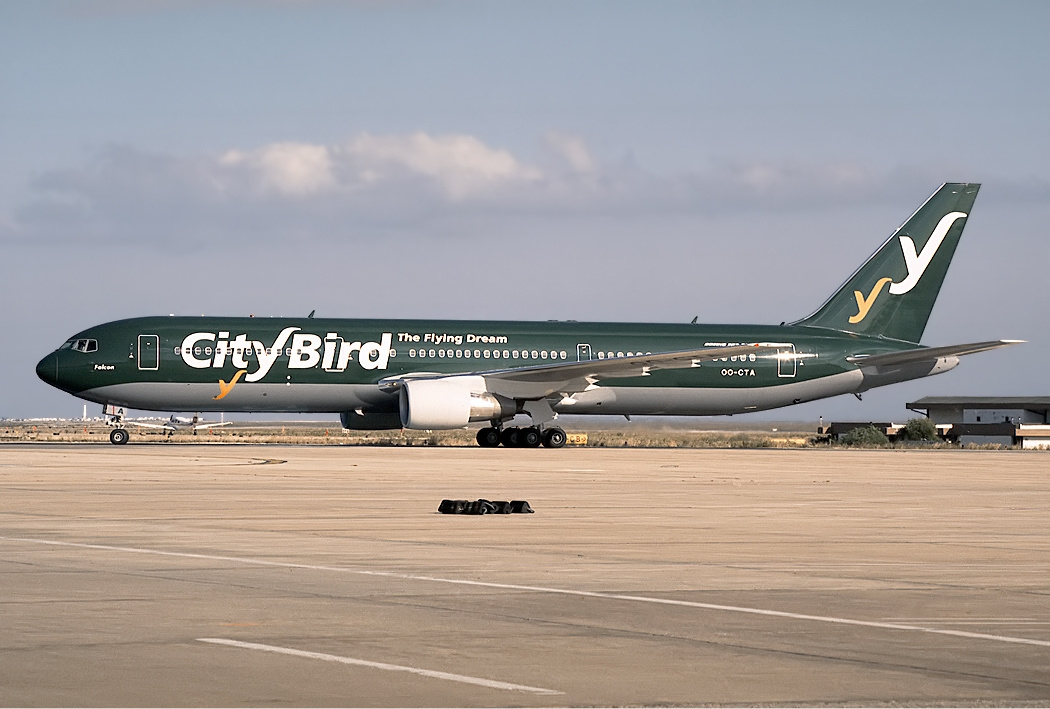
Boeing 767 de CityBird en 2000

- 3 Boeing 767-300ER
- 3 McDonnell Douglas MD-11
- 1 Boeing 737-300
- 4 Boeing 737-400
- 3 Boeing 737-800
- 2 Airbus A300-600F

## Destinations
- Bruxelles
- Varadero
- Cancun
- Punta Cana
- Puerto Plata
- Mexico
- Los Angeles
- Miami
- Orlando
- Kinshasa
- Paramaribo
- Porlamar